# Coppa Italia 2008-2009 (hockey in-line)
La Coppa Italia 2008-2009 è stata la 10ª edizione della principale coppa nazionale italiana di hockey in-line. È stata disputata dal 4 ottobre al 9 dicembre 2008. L'Asiago Vipers si è aggiudicato il trofeo per la quarta volta nella sua storia sconfiggendo in finale i Diavoli Vicenza.

## Partite

### Ottavi di finale
| Squadra 1      | Risultato | Squadra 2            |
| -------------- | --------- | -------------------- |
| 4 ottobre 2008 |           |                      |
| Ferrara        | 2 - 5     | Pirati Civitavecchia |
| Empoli         | n.d.      | Diavoli Vicenza      |
| Libertas Forlì | 0 - 3     | Draghi Torino        |
| Asiago Black   | n.d.      | Polet Trieste        |

### Quarti di finale
- Gare di andata: 11 e 12 ottobre 2008
- Gare di ritorno: 18 e 19 ottobre 2008

| Squadra 1            | Totale | Squadra 2     | Andata | Ritorno |
| -------------------- | ------ | ------------- | ------ | ------- |
| Pirati Civitavecchia | 9 - 14 | Edera Trieste | 5 - 8  | 4 - 6   |
| Diavoli Vicenza      | 13 - 5 | Milano Quanta | 8 - 1  | 5 - 4   |
| Draghi Torino        | 7 - 9  | Lions Arezzo  | 4 - 3  | 3 - 6   |
| Polet Trieste        | 6 - 14 | Asiago Vipers | 2 - 6  | 4 - 8   |

### Semifinali
- Gare di andata: 1 e 2 novembre 2008
- Gare di ritorno: 8 e 9 novembre 2008

| Squadra 1     | Totale | Squadra 2       | Andata | Ritorno |
| ------------- | ------ | --------------- | ------ | ------- |
| Edera Trieste | 3 - 7  | Diavoli Vicenza | 1 - 2  | 2 - 5   |
| Lions Arezzo  | 2 - 16 | Asiago Vipers   | 2 - 7  | 0 - 9   |

### Finale
- Gare di andata: 18 novembre 2008 a Vicenza
- Gare di ritorno: 9 dicembre 2008 ad Asiago

| Squadra 1       | Totale | Squadra 2     | Andata | Ritorno |
| --------------- | ------ | ------------- | ------ | ------- |
| Diavoli Vicenza | 6 - 11 | Asiago Vipers | 4 - 5  | 2 - 6   |